# Chmod

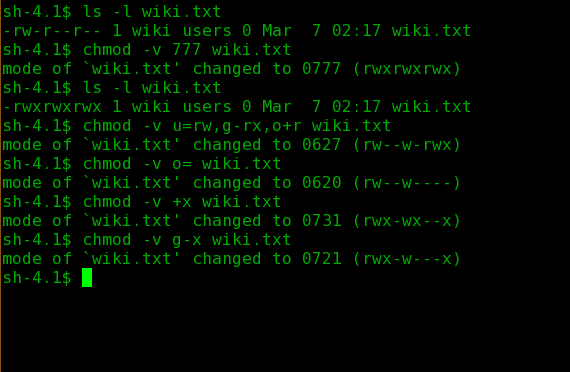
نمونه استفاده از chmod

chmod (خلاصه‌شده‌ٔ change mode) فرمانی در پوستهٔ سیستم‌عامل‌های یونیکس و شبه یونیکس است که می‌تواند حالت فایل‌ها و دایرکتوری‌ها (از جمله سطح دسترسی آن‌ها) را تغییر دهد.
فرم کلّی دستور:
```
 
$
 
chmod
 
[
options
]
 
mode
 
file1
 
[
file2
 
...
]

```

## مثال
به کاربر و گروه، دسترسی کامل (اجرا کردن، خواندن، نوشتن) به فایل متنی nemuneh می‌دهد:
```
$
 
chmod
 
ug+rwx
 
nemuneh.txt

```